# DVU Bremen
Die DVU Bremen war der Landesverband der als rechtsextrem eingestuften Partei Deutsche Volksunion (DVU) im Bundesland Freie Hansestadt Bremen. Durch eine Besonderheit im Landeswahlrecht konnte sie seit ihrer Gründung im Jahr 1987 – bis auf 1995 – mindestens einen Abgeordneten ins Parlament senden. 2010 hatte sie 60 Mitglieder.

## Geschichte und Mitgliederentwicklung
Die Partei hatte Ende der 1980er Jahre in Bremen die meisten Mitglieder. Die 800 Mitglieder der erfolgreichsten Phase waren seitdem rückläufig, was in erster Linie am hohen Durchschnittsalter der Parteimitglieder lag. Im Jahr 2001 hatte die Partei noch etwa 230 Mitglieder, kurz vor der Auflösung waren es gerade einmal 60. Die Partei hatte in Bremen einen schweren Stand. Veranstaltungen riefen häufig Gegendemonstrationen auf den Plan, so dass Mitgliederversammlungen häufig unter konspirativen Modalitäten im niedersächsischen Umland durchgeführt wurden. Wie bei allen Landesverbänden wurde die gesamte Organisations- und Finanzkraft von Gerhard Frey gelenkt.

## Auflösung und Fusion
Die DVU Bremen beteiligte sich an der am 1. Januar 2011 beschlossenen Fusion der DVU und der NPD. In Bremen wurde die Auflösung der DVU vollzogen, wobei jedoch nur wenige Mitglieder zur NPD übergetreten sind. Bereits im Juni 2010 trat der DVU-Landesvorsitzende Hans-Otto Weidenbach von seinem Vorsitz zurück. Letzter Landesvorsitzender wurde anschließend der Fusionsgegner Rudolf Bargmann.

## Abgeordnete in der Bremischen Bürgerschaft
Die DVU Bremen trat erstmals 1987 in Bremen an, zunächst in einem Zweckbündnis mit der NPD. Bei den Bremer Bürgerschaftswahlen von 1987, 1999, 2003 und 2007 gelang der DVU aufgrund einer Besonderheit im Wahlrecht mit jeweils einem Abgeordneten der Einzug in das dortige Parlament, da sie in der Stadt Bremerhaven die 5-%-Hürde übersprang. Lediglich 1991 gelang ihr die Überwindung dieser Hürde auch in der Stadt Bremen, so dass sie mit sechs Abgeordneten in die Bürgerschaft einzog. Abgeordnete waren:
- Hans Altermann (1987–1995, von 1991–1993 DLVH, ab 1993 NK)
- Klaus Blome (1991–1995, ab 1993 NK)
- Marion Blohm (1991–1995, Fraktionsvorsitzende)
- Elfriede Budina (1992–1995)
- Peter Nennstiel (1991–1995, ab 1993 NK)
- Siegfried Tittmann (1999–2011, ab 2007 parteilos)
- Karl-Heinz Vorsatz (1991–1992)
- Hans-Otto Weidenbach (1991–1995)

### Parlamentarische Arbeit
Von 1987 bis 1991 war Hans Altermann alleiniger DVU-Abgeordneter. 1991 zog die DVU in Fraktionsstärke mit fünf weiteren Abgeordneten ein, unter ihnen mit Vorsatz und Weidenbach auch zwei Mitglieder der Nationaldemokratischen Partei Deutschlands (NPD). Nur einen Monat nach Beginn der Legislaturperiode verließ Altermann Partei und Fraktion. Er trat zur Deutschen Liga für Volk und Heimat über, die er nach eineinhalb Jahren wieder verließ. Vorsatz, der von 1967 bis 1971 bereits für die NPD in der Bürgerschaft gesessen hatte, verstarb 1992; für ihn rückte Elfriede Budina nach. Weidenbach, 1987 Gründungsmitglied der DVU, gehörte der Gruppe der DVU auch als NPD-Mitglied bis zum (vorgezogenen) Ende der Legislaturperiode im Mai 1995 an.
Altermann bildete ab 1993 mit den inzwischen aus der DVU-Fraktion ebenfalls ausgetretenen Abgeordneten Blome und Nennstiel die National-Konservative Gruppe (NK), die eine Keimzelle für eine neue Parteigründung werden sollte, zu der es allerdings nicht kam. Sowohl in der bremischen Bürgerschaft als auch im Landtag von Schleswig-Holstein wurden teilweise wortgleiche Anträge gestellt, was – wie bei den beiden späteren Landtagsfraktionen – auf Fernsteuerung durch die Bundespartei hinweist.
1999 kehrte die DVU nach vierjähriger Abstinenz mit dem Abgeordneten Siegfried Tittmann in die bremische Bürgerschaft zurück. Tittmann stellte bei jeder Sitzung mehrere Anträge und versuchte immer wieder gezielt, die anderen Parteien zu provozieren, weswegen er vom Landtagspräsidium häufig zur Mäßigung seiner Wortwahl aufgefordert wurde. In seinen Reden gebrauchte er häufig die Floskel „Im Namen der Deutschen Volksunion…“ Kurz nach der Wahl 2007 verließ Tittmann die Partei und gründete später die Wählervereinigung Protest der Bürger, mit der er erfolglos zur Bürgerschaftswahl 2011 antrat.
2011 trat die Partei bei den Bürgerschaftswahlen nicht mehr an.